# Atlantis Paradise Island
Das Atlantis Paradise Island ist ein Luxushotel und -resort auf Paradise Island, Bahamas. Das Atlantis Paradise Island wurde 1998 eröffnet und zählt zu den größten Hotel- und Kasino-Resorts weltweit. Es ist neben dem Atlantis The Palm in Dubai das zweite Megaluxushotel von Sol Kerzner.

## Eröffnung
Der Bau am Atlantis Paradise Island begann 1994 und kostete über 800 Millionen US-Dollar. 1998 eröffnete der erste Teil, die Royal Towers, sowie das größte Kasino der Karibik. Insgesamt wurden mehrere Millionen Dollar für Kunstwerke ausgegeben. 2005 wurde mit dem Marina Village ein weiterer Bereich mit einem Yachthafen fertiggestellt. In der dritten Entwicklungsphase wurde das Resort für rund eine Milliarde US-Dollar um die Hotels The Cove und The Reef erweitert.

## Renovierung
2017 wurden die Coral Towers für rund 20 Millionen Dollar renoviert. 2018 folgte die Renovierung von The Reef und im Jahr 2019 The Cove. Seit 2023 werden auch die Royal Towers sowie das Casino renoviert.